# Vương Tổ Lam
Vương Hạo Hiền (tiếng Trung: 王浩賢, tiếng Anh: Wong Ho-yin), thường được biết đến với nghệ danh Vương Tổ Lam (tiếng Trung: 王祖蓝, tiếng Anh: Wong Cho-lam, sinh ngày 9 tháng 1 năm 1980), là một nam diễn viên kiêm người dẫn chương trình truyền hình người Hồng Kông.

## Tóm lược sự nghiệp
Năm 2003, Vương Tổ Lam tốt nghiệp Học viện nghệ thuật Hồng Kông.
Bằng vai diễn trong vở nhạc kịch "Cẩm tú lương duyên" và "Tinh hạ đàm", anh lần lượt được đề cử giải thưởng "Nam diễn viên chính xuất sắc nhất" và "Nam diễn viên phụ xuất sắc nhất) tại Lễ trao giải nhạc kịch Hồng Kông lần thứ 13.
Năm 2007, anh kí hợp đồng diễn viên với đài truyền hình TVB Hồng Kông, đồng thời kí hợp đồng ca sĩ với công ty giải trí Anh Hoàng
Năm 2010, Vương Tổ Lam đảm nhận vai trò MC trong chương trình giải trí "Thuyên gia Phúc Lộc Thọ"
Năm 2014, anh tham gia với vai trò thành viên chính thức trong chương trình thực tế của đài vệ tinh Chiết Giang "Running Brothers"
Vương Tổ Lam được biết đến nhiều với vai trò diễn viên khi tham gia trong các bộ phim "Hoàng Phi Hồng", "Giang hồ thất quái", "Điệp vụ Milano"....

## Cuộc sống cá nhân
Ngày 10 tháng 11 năm 2010, Vương Tổ Lam công khai thừa nhận đang hẹn hò với hoa hậu Hoa kiều Lý Á Nam
Ngày 19 tháng 11 năm 2014, trong khi đang biểu diễn một tiết mục trong chương trình kỉ niệm 48 năm thành lập của đài TVB, Vương Tổ Lam đột nhiên cầu hôn với Lý Á Nam. Lý Á Nam sau đó đã đồng ý.
Ngày 15 tháng 2 năm 2015, Vương Tổ Lam và Lý Á Nam tổ chức lễ cưới tại Disneyland Hồng Kông, lấy chủ đề Nàng Bạch Tuyết và Chú lùn.

## Danh sách chương trình

### Kịch sân khấu

#### Đạo diễn
| Năm  | Tên kịch                  | Ghi chú |
| ---- | ------------------------- | ------- |
| 2002 | Phi ca rơi xuống hố mương |         |
| 2005 | Nhất đoàn tao             |         |

#### Diễn viên
| Năm  | Tên kịch                      | Vai diễn        |
| ---- | ----------------------------- | --------------- |
| 1998 | Đường lâu kế hoạch B          |                 |
| 2002 | Thần kì vô địch Chocolate     |                 |
| 2003 | Cẩm tú lương duyên            | Tevye           |
| 2003 | Tinh hạ đàm                   | Vũ y quái khách |
| 2003 | Truyền thuyết chiếc đồng hồ   | An Lặc Tư       |
| 2003 | Sweeney Todd                  |                 |
| 2003 | Long phượng sái hoa thương    | Lưu Tường       |
| 2003 | Chỉ có ngươi là vua           | Đại Vệ Vương    |
| 2007 | Quan Hệ Đồng Nghiệp           | Lưu Huê         |
| 2008 | Lưu trú bách vị tình          | Cao Đại Tuấn    |
| 2010 | Chỉ có ngươi là vua (bản mới) | Đại Vệ Vương    |

### Phim điện ảnh
| Năm  | Tên phim                              | Vai diễn           | Ghi chú   |
| ---- | ------------------------------------- | ------------------ | --------- |
| 1999 | Dương quang cảnh sát                  | Học sinh           |           |
| 2001 | Cây oải hương                         |                    |           |
| 2006 | Độc gia thí ái                        | Lam Uy Bảo         |           |
| 2008 | Người yêu nhất                        | Lam Uy Bảo         | Khách mời |
| 2008 | Xin đừng gác máy                      | Đường Anh Niên     | Khách mời |
| 2008 | Tinh trang truy nữ tử                 |                    |           |
| 2009 | Chàng lùn đa tình                     | Lam Tử Kiệt        |           |
| 2010 | 72 khách trọ                          |                    |           |
| 2010 | Việt quang bảo hạp                    | tiểu binh Tào quân |           |
| 2010 | Phỉ thúy minh châu                    | Lăng Cảm Khai      |           |
| 2010 | Chuyện vui nhân gian                  | Gia Cát Đầu Thu    |           |
| 2011 | Tôi yêu Hồng Kông                     | Trịnh Thụy Long    |           |
| 2011 | Thần thám Phúc Lộc Thọ                | Vương Lộc Lam      |           |
| 2013 | Giang hồ thất quái                    | Thợ may            |           |
| 2013 | Chân trời mơ ước                      |                    |           |
| 2014 | Ba điều ước của quỷ                   | Johnny Du          |           |
|      | Hoàng Phi Hồng: Bí ẩn một huyền thoại | Nha Sát Tô         |           |
| 2015 | Chạy nhanh nào, anh em                | Vương Tổ Lam       |           |
| 2016 | Vương bài đối vương bài               | A Mộng             |           |
| 2017 | Đại náo Thiên Trúc                    | Na Tra             |           |